# Carlos Arias Navarro
Carlos Arias Navarro   (Madrid, 11 de desembre de 1908 - Madrid, 27 de novembre de 1989) fou un polític espanyol, president d'Espanya entre 1973 i 1976.
Tot i que fou reciclat com a dirigent moderat durant la darrera etapa del franquisme i al començament de la transició democràtica espanyola, Carlos Arias Navarro havia estat involucrat en les accions de la repressió franquista durant el desmantellament de la República Espanyola.
Conegut com el "Carnisser de Màlaga" (Carnicero de Málaga) pel seu paper en els judicis de presoners republicans, Arias Navarro va ser responsable de signar milers de condemnes a mort.

## Biografia
A partir de 1929, Arias Navarro estigué actiu com a jurista a Màlaga i a Madrid. Durant la Guerra Civil espanyola la seva orientació política de dretes feu que donés suport al general Franco, exercint com a fiscal a la mateixa Málaga durant la Guerra Civil, amb una duresa que li va fer guanyar el sobrenom d'El Carnicero de Málaga. A partir d'aquí comença la seva carrera política: el 1944 és nomenat Governador Civil de Lleó, i després de Tenerife i Navarra. El 1954 és Cap provincial del Movimiento a Navarra i, per tant, membre del Consell Nacional del Movimiento. A partir del 1957 dirigeix la Direcció General de Seguretat, que presidirà fins al 1965 quan és designat alcalde de Madrid, fins al 1973 destacant-se sempre per la seva eficiència administrativa. Quan Carrero Blanco és designat finalment president del Govern el juny del 1973, Arias Navarro és nomenat Ministre de la Governació i com a tal responsable de la seguretat del nou cap del govern. Però poc després, el 20 de desembre, Carrero Blanco és assassinat per ETA, i davant la sorpresa de tothom (potser per l'anomenada "camarilla del Pardo" amb la dona del dictador Franco al capdavant, Carmen Polo) Arias Navarro aconsegueix la Presidència del Govern. Jurà el càrrec el dia 2 de gener del 1974. Com a President del Govern fou l'encarregat, amb llàgrimes i la veu trencada, d'anunciar als espanyols la mort de Franco, el dia 20 de novembre del 1975. Abans d'això, seguint els desitjos del Generalísimo i a causa del deteriorament de la salut del dictador, s'havia aplicat l'article 11 de la Llei Orgànica de l'estat transmetent provisionalment a Joan Carles I d'Espanya els poders de cap d'estat de forma interina.
Entre 1974 i 1976 Arias Navarro formarà tres governs. El primer perdura fins a la proclamació de Joan Carles com a nou rei d'Espanya el novembre del 1975. Durant aquest any i mig el govern Arias viu la crisi d'octubre del 1974 quan Pío Cabanillas, ministre d'Informació i Turisme és destituït per pressions directes de Franco, el que dona lloc a una inesperada crisi de govern amb la dimissió del Ministre d'Hisenda i Vicepresident segon del govern, Antonio Barrera de Irimo. És durant aquest gabinet que Arias Navarro pronuncia el seu discurs a les Corts espanyoles que serà conegut amb el nom de "espíritu del 12 de febrero": un intent de reforma del règim franquista des de dins procurant sempre no destruir les seves bases i característiques més essencials (el Movimento, la repressió, l'anomenat "Estado del 18 de Julio"...). Durant aquest primer govern Arias el 2 de març del 1974 són executats el jove militant del MIL, Salvador Puig Antich, i un presoner comú de nom Heinz Chez.
El març del 1975 Licinio de la Fuente, ministre de Treball, dimiteix per l'oposició d'alguns membres del govern al seu projecte de regulació del dret de vaga, tot i que era molt restrictiu. Això facilita que Arias remodeli el govern i formi el seu segon gabinet que durarà fins a desembre del 1975. El canvi més significatiu recau en la destitució del fins aquell moment Secretari General del Movimento, José Utrera Molina, per Fernando Herrero Tejedor acompanyat en el Ministeri pel seu vicesecretari, Adolfo Suárez González. El nou Secretari era l'encarregat d'intentar portar endavant el tan proclamat i promès associacionisme polític. Tanmateix, Herrero Tejedor mor aviat el juny del mateix any en accident de cotxe i és substituït per un destacat militant de Falange i ministre en anteriors ocasions com és José Solís Ruíz. És durant aquest temps que es regularà el maig del 1975 el dret de vaga, tot i que amb limitacions, mentre que la repressió continua: estats d'excepció a Guipúscoa i Biscaia l'abril i el setembre les últimes penes de mort del franquisme a tres militants del FRAP i a dos d'ETA, la qual cosa provocarà una onada de protestes internacionals contra l'Estat espanyol.
Finalment el tercer govern Arias es forma el desembre del 1975 arran de la mort del seu admirat "Caudillo" i l'entronització del nou monarca Joan Carles I. En aquest govern destacaran nous personatges com són Adolfo Suárez, Manuel Fraga com a ministre de la Governació o José María de Areilza a Afers Exteriors, Rodolfo Martín Villa a Relacions Sindicals i Leopoldo Calvo Sotelo a Comerç. Durant aquest darrer període de Govern Arias Navarro intentarà de nou reformar el règim però tant la seva incapacitat per conduir-lo cap a una vertadera democratització, les pressions populars que es traduïen en intenses mobilitzacions, les discrepàncies en el si del govern i les pèssimes relacions entre el cap del govern i el jove rei facilitaren que l'1 de juliol del 1976 Arias Navarro presentés la dimissió del seu govern.
A partir d'aquí la vida pública d'Arias entrarà en l'anonimat: serà militant de la primera Alianza Popular de Manuel Fraga sense cap èxit polític i finalment morirà a Madrid el 1989.